# Plaça Major de Copons
La Plaça Major de Copons és una plaça al centre de la població de Copons (Anoia) inclosa a l'Inventari del Patrimoni Arquitectònic de Catalunya.

## Descripció
La plaça és en part porxada amb arcs de mig punt i rebaixats, envoltada de les cases més antigues i notables, entre les quals la casa Poldo, i d'altres datades els segles xvii i XVIII. Els arcs són de pedra, la seva alçada és diferent (corresponen a diferents èpoques). Les cases també són de pedra, les finestres són quadrades i les teulades són de teules i a dues aigües.

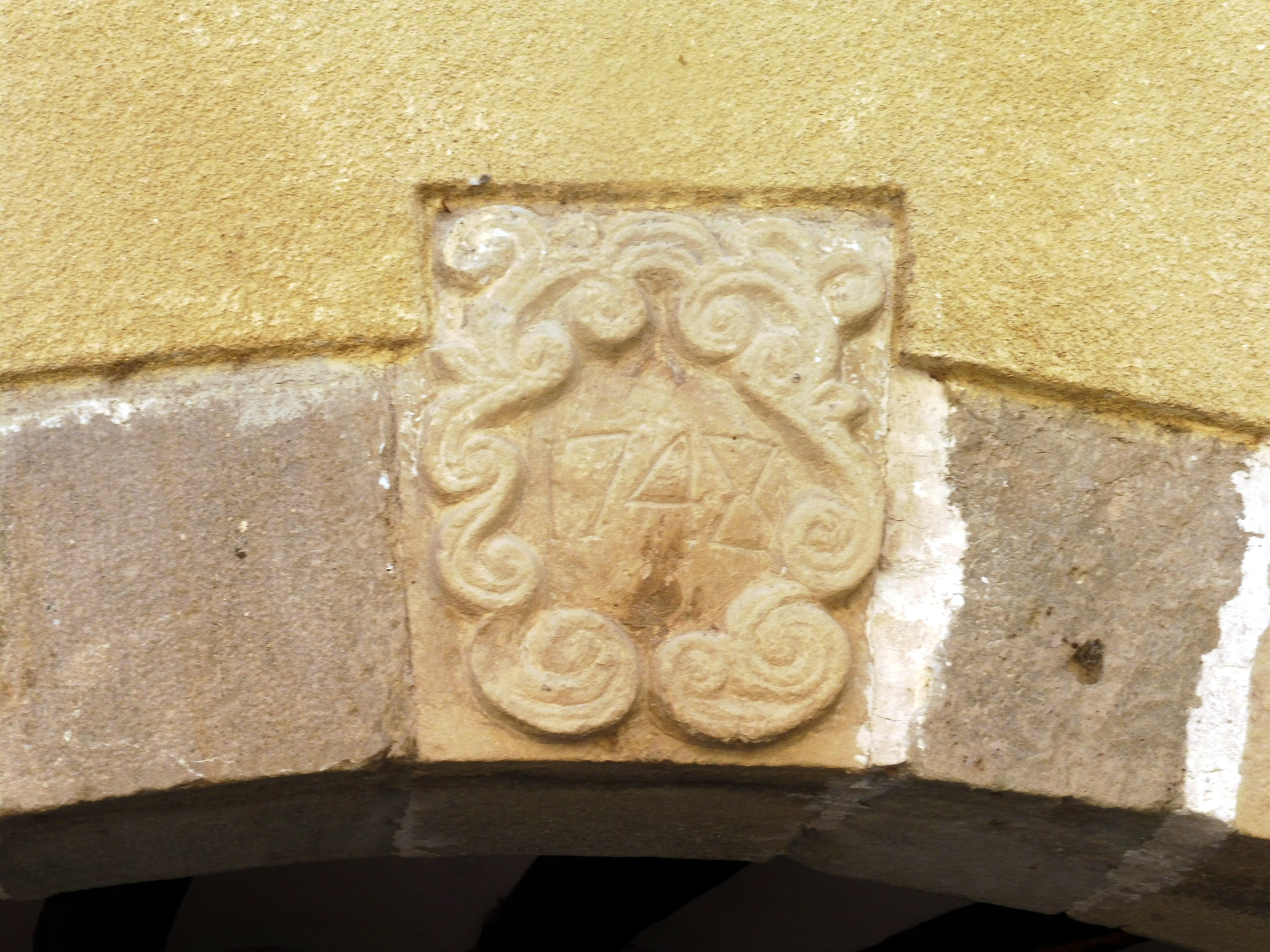
Clau d'una arcada

## Història
La plaça porticada de Copons correspon al moment de major expansió urbana i fou realitzada durant el segle xvii (com veiem en els escuts de les dovelles d'algunes cases).
Aquest segle fou de prosperitat per a Copons per la inversió de les rendes obtingudes per negociants i comerciants coponencs que eren essencialment traginers que amb carros amb cavalleries feien arribar les manufactures papereres, tèxtils i adoberes d'Igualada i d'altres llocs alts mercats de Castella i altres indrets (ports de la Corunya i de Tarragona per l'exportació de mercaderies a Amèrica).